# Emilio Lovera
Emilio Alejandro Lovera Ruiz (Caracas, Venezuela, 31 de agosto de 1961) es un  humorista y actor de televisión, teatro y doblaje venezolano. Conocido por su participación en el programa Radio Rochela del canal RCTV, por realizar el doblaje de todas las voces en la serie animada Isla presidencial y por ser el conductor del otro talk show humorístico Misión Emilio.

## Trayectoria

### En RCTV (1981-2005)
Inició su carrera en la radio durante 1981, y estuvo diez años en Radio Rochela , también tuvo participación en varios capítulos de la segunda temporada del programa humorístico las nuevas aventuras de Federrico (1983) en el papel de zorro  y Kiko Botones (1986) en el papel de Abel Boy  protagonizados por el famoso Carlos Villagran el popular Quico del Chavo del 8. En 1986 tuvo su primer programa por RCTV llamado GAVIMAN el cual fue el reemplazo de "Kiko botones", Gaviman tuvo una sola temporada y no logró la sintonía esperada, el mismo Emilio en un programa de la rochela comentó que ese programa fue malo en término de broma, en 1996 llegó a tener un programa compartido con el también comediante Laureano Márquez Llamado Humor a Primera vista, en ese espacio de tiempo también participó en  programas de radio, como El sabor de la risa y Radio Zaperoco Radio y "pepetisimo". Más tarde, en noviembre de 1982 comenzó su carrera televisiva en Radio Caracas Televisión (RCTV) con el programa Radio Rochela, en el cual se dio a conocer. Después de 23 años de éxitos en Radio Rochela se separó del elenco en mayo de 2005.
En 2000 protagonizó la serie Emilio Punto Combo transmitida en RCTV, junto a Karl Hoffman, Rosario Prieto e Iván Tamayo. La serie fue retransmitida por RCTV Internacional el lunes 20 de abril de 2009 a las 7:00pm.

### Después de RCTV (2005-presente)
También participó en series como La cámara indiscreta y Las mil caras de Emilio Lovera.
Durante febrero de 2010, Emilio Lovera decidió realizar junto con los creadores de El Chigüire Bipolar la serie animada Isla Presidencial, en la que los personajes, los presidentes iberoamericanos (doblados todos por Lovera) dan un viaje en crucero, naufragan a una isla desierta. Es realizada a modo de sátira, y parodia a la serie Lost.
El domingo 8 de mayo de 2011 a las 8:00pm fue estrenado el programa humorístico Misión Emilio por el canal venezolano Televen. El programa duró tres temporadas hasta su cancelación a principios del 2014.

## Filmografía
- Radio Rochela
- Isla presidencial
- Misión Emilio

## Premios
Entre sus premios cuentan:
- Dos de Oro (1987).
- Espectáculo Internacional (1987).
- Tamanaco de Oro (1989-1991).
- Musa de Oro (1990).
- Venus de la Prensa (1990-1992).
- Cacique de Oro (1990-1995).
- Meridiano de Oro (1991-1995).
- Casa del Artista (1991-1999).
- Imagen del año (1993).
- Personaje del año (1993).
- Mirandino de Oro (1995).
- León de Oro (1995).
- Dos de Platino (2000).